# U-55 (1939)
U-55 – niemiecki okręt podwodny (U-Boot) typu VII B z okresu II wojny światowej. Okręt wszedł do służby w 1939 roku. Jedynym dowódcą był Kptlt. Werner Heidel.

## Historia
Podczas II wojny światowej odbył jeden, 15 dniowy patrol bojowy, podczas którego zatopił 6 statków o łącznym tonażu 15.853 BRT, m.in. 30 stycznia 1940 roku brytyjski zbiornikowiec „Vaclite” (5026 BRT) i grecki frachtowiec „Keramiai” (5085 BRT).
Zatopiony przez własną załogę 30 stycznia 1940 roku na południowy zachód od wyspy Scilly na pozycji 48°37′00″N 7°48′00″W/48,616667 -7,800000 w efekcie uszkodzeń odniesionych po atakach slupa HMS „Fowey”, niszczycieli: brytyjskiego HMS „Whitshed” i francuskich „Valmy” i „Guépard” oraz łodzi latającej Short Sunderland z 228. Dywizjonu RAF (Coastal Command). Z U-55 uratowano 41 rozbitków, jedyną ofiarą był dowódca Werner Heidel, który prawdopodobnie postanowił zginąć z okrętem.